# Vermont
Vermont az Amerikai Egyesült Államok 14. tagállama. Az északkeleti, Új-Anglia néven ismert régióhoz tartozik. Szárazföldi területe alapján a 43., teljes területe alapján a 45. legnagyobb, népessége 621 270, ezzel a második legkisebb népességű állam (Wyoming után). Az egyetlen új-angliai állam, melynek nincs atlanti partvonala. Nyugati részén az észak–déli vonulatú Zöld-hegység található, északnyugaton a Champlain-tó, ami a nyugati határának felét képezi. Délről Massachusetts, keletről New Hampshire, nyugatról New York, északról a kanadai Québec határolja.
Az eredetileg abnaki és irokéz indiánok lakta területet, amit ma Vermontként ismerünk, a franciák fedezték fel 1609-ben, majd miután egy indiánokkal folytatott háborút (1756–1763) elveszítettek, a gyarmat a britek kezébe került. Sok éven át a környező gyarmatok, különösen New Hampshire és New York nagy hatást gyakoroltak Vermontra. A Függetlenségi háború során kikiáltották a Vermonti Köztársaságot, ami tizennégy évig létezett. Vermont egyike annak az öt amerikai államnak (a többi négy Texas, Hawaii, New Hampshire és egy ideig Kalifornia), amelyek önálló kormányzattal rendelkeztek. 1791-ben tizennegyedikként csatlakozott az Egyesült Államokhoz, egyben elsőként a tizenhárom gyarmaton kívül.
Vermont a juharszirup fő termelője az Egyesült Államokban. Az állam fővárosa Montpelier, legnagyobb városa Burlington. Egyetlen államnak sincs ilyen kicsi nagyvárosa, mint Burlington, vagy ilyen kicsi fővárosa, mint Montpelier.

## Földrajza

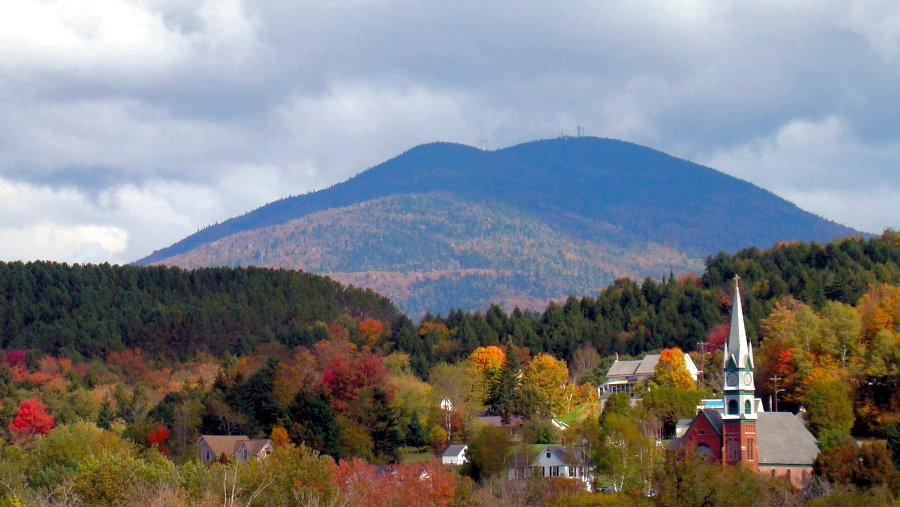
Burke-hegy

Vermont az Egyesült Államok északkeleti részén, Új-Angliában helyezkedik el. Területe 24 900 km², amivel a 45. legnagyobb állam. Ebből szárazföldi rész 24 000 km² és vízfelület 950 km². Szárazföldi részét nézve ez a 43. legnagyobb állam, a vízfelületét nézve a 47. Teljes területe nem nagyobb, mint El Salvadoré, és nem kisebb, mint Haitié.
A Connecticut folyó nyugati partja alkotja az állam keleti határát (New Hampshire felé), maga a folyó New Hampshire része. A Champlain-tó, Vermont legnagyobb tava a hatodik legnagyobb nyílt víz az Egyesült Államokban, ez választja el Vermont északnyugati részét New York államtól. Északról délre Vermont nyugati határa 256 km hosszú, a legrövidebb határa Massachusettsszel van délen, ott a határ 60 km hosszú. Az állam földrajzi középpontja Washingtonban van, Roxburytől 5 km-re keletre.
A Zöld-hegység nevének eredete (franciául Les monts verts) tisztázatlan. Néhány forrás azt állítja, hogy azért nevezték el így, mivel sokkal több erdősége van, mint a New Hampshire-i Fehér-hegységnek és a New York-i Adirondacks-nak. Mások azt mondják, hogy egy zöld színű agyagpala, a mika-kvarc-kloridpala jelenléte lehet az oka. A Zöld-hegység észak-déli irányban fut végig az állam nagy részén, nagyjából a közepén. Az állam délnyugati részén a Kovakő-hegység, az északkeleti részén a Gránát-hegység található. Északnyugaton, a Champlain-tó mellett a termékeny Champlain-völgy található. A völgy déli részén a Bomoseen-tó van.

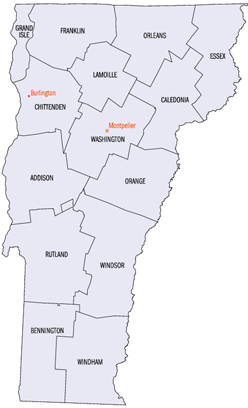
Vermontnak 14 megyéje van. Csak kettő – Lamoille megye és Washington megye – van kizárólag vermonti megyékkel körbevéve.

Az állam legmagasabb csúcsa a Mount Mansfield (1340 m), a második legmagasabb a Killington-csúcs (1010 m), a harmadik legmagasabb a Camel's Hump (567 m). Az állam 77%-át erdőség borítja. Az állam területén két védett terület található, a Marsh-Billings-Rockefeller Nemzeti Történelmi Park (Woodstockban) és az Appalache Nemzeti Ösvény.

## Városai
Vermont városai (2003-as adatokkal):
- Burlington – 39 148
- Rutland – 17 103
- South Burlington – 16 285
- Barre – 9166
- Montpelier – 7945
- St. Albans – 7565
- Winooski – 6561
- Newport – 5092
- Vergennes – 2789

## Éghajlata
Az állam területén nedves kontinentális éghajlat uralkodik, amely meleg, csapadékos nyarakat és hideg teleket okoz. Klímája hasonló Minszkéhez, Stockholméhoz és Fargóéhoz.
A legmagasabb hőmérsékletet 1911. július 4-én Vernonban mérték, ami 41 °C volt. A legalacsonyabb hőmérsékletet 1933. december 30-án mérték Bloomfieldben, ami -46 °C volt.

## Vallása
Az USA-ban a vermontiak vallják magukat a legnagyobb arányban ateistának, ez az arány 2008-ban 34%-os volt.

## Mezőgazdaság
Vermont mezőgazdaságának legfontosabb ága a tejipar. A tejtermékek jelentős része bostoni piacra kerül. Az Egyesült Államok juharfaszirup-készletének egynegyedét Vermont termeli. A bor termelését 1985-ben kezdték el, ma 14 borászat működik az államban.

## Biztosítások
A biztosító cégek Vermont gazdaságában növekvő szerepet játszanak. A Bermuda-szigetek és a Kajmán-szigetek után Vermont volt 2004-ben a harmadik legnagyobb biztosítási terület.

## Turizmus
Télen 11 sívállalat kínálja szolgáltatásait a világ számos pontjáról érkező turistáknak. Nyáron Stowe, Manchester, Wilmington és Woodstock városok a leglátogatottabb célpontok. A nyári táborok fontos szerepet játszanak a gazdaságban. A híres Long Trail és a Catamount Trail a túrázni vágyókat várja. Vermontban számos üdülőközpont, hotel, étterem, bolt, park, történelmi helyszín, múzeum, golfpálya és új, termálfürdővel rendelkező hotel várja az embert.

## Bányászat
Rutland és Barre városok bányái márványban és gránitban gazdagok. Amerika legnagyobb gránitbányászata Vermontban folyik. Az Egyesült Államok legnagyobb palakészítése is itt folyik.

## Nagyobb városok
- Burlington (39,148)
- Essex (18,933)
- Colchester (17,175)
- Rutland (17,103)
- South Burlington (16,285)
- Bennington (15,637)
- Brattleboro (11,996)
- Hartford (10,625)

## Közlekedés
Vermont fő közlekedési eszköze az autó. A megyéknek saját tömegközlekedésük van. A Greyhound Lines számos kisvárosban biztosít szolgáltatást. Két Amtrak vasúti járat halad át az államon. Az Ethan Allen Express Rutland és Fair Haven városokat érinti, míg a Vermonter Saint Albans-ban, Essex Junctionben, Waterbury-ben, Montpelier-ben, Randolph-ban, White River Junctionben, Windsorban, Bellows Falls-ban és Brattleboróban áll meg.

### Főutak
- Interstate 89 (White River Junctiontől a kanadai határig)
- Interstate 91 (Massachusetts határától a kanadai határig, Brattleborón, White River Junctionön, St. Johnsbury-n és Newporton át)
- Interstate 93
- U.S. Route 5
- U.S. Route 7
- U.S. Route 2
- U.S. Route 4
- U.S. Route 302
- Vermont Route 100

Vermont hídjai nem a legmegfelelőbb állapotban vannak, az ország hatodik legrosszabb hídjait tudhatja magáénak.

### Repülőterek
- Burlington nemzetközi repülőtér (A legnagyobb nemzetközi repülőtér az államban. A legforgalmasabb útvonalak Atlantába, Chicagóba, Cincinnatiba, Clevelandbe, Detroitba, Orlandóba, New Yorkba, Philadelphiába és Washingtonba vezetnek)
- Rutland Southern Vermont Regional Airport (a leggyakrabban Bostonba indít járatokat)